# Meriaq-Meriku
Mriak-Mriku, ook Centraal-Zuid-Sasak of Meriaq-Meriku, is een dialect van het Sasak, een Bali-Sasaktaal gesproken in Indonesië.

## Classificatie
- Austronesische talen
  - Malayo-Polynesische talen
    - Bali-Sasaktalen
      - Sasak
        - Mriak-Mriku

Kuto-Kute · Meno-Mene · Ngeno-Ngene · Ngeto-Ngete · Meriaq-Meriku
Balinees · Sasak · Soembawarees